# Tendance (économie)
Pour la tendance du marché utilisée dans les activités de planification d'une entreprise en ce qui concerne les stratégies de vente, voir Système d'information marketing.
Pour les articles homonymes, voir tendance.
La recherche de tendances statistiques est pratiquée en économie, où l'on parle de tendance conjoncturelle et en finance pour les prix, les volumes, les rendements, etc. (ex: marché haussier, marché baissier). Concernant les marchés d'actifs financiers, un débat existe entre les tenants de l'efficience du marché, pour lesquels les cours évolueraient selon une marche aléatoire, et ceux qui disent détecter par l'analyse technique des orientations persistantes (tendances boursières) qui permettraient de prévoir dans une certaine mesure le comportement futur du marché. 
Pour sa part, la finance comportementale interprète les tendances comme des phénomènes largement psychosociologiques et proches des modes. Les chercheurs, notamment Richard Thaler ont détecté une réaction étalée dans le temps des investisseurs aux événements et situations économiques, et non pas une réaction instantanée au hasard de l'arrivée de ces évènements. Cela correspond à trois phases dans une période de hausse ou de baisse des cours avec la sous-réaction des investisseurs aux informations, l'ajustement et la surréaction.
Les entreprises et la bourse ont, en raison de leur mode de fonctionnement propre, des réactions à court terme aux événements extérieurs.
Des phénomènes de long terme, comme la raréfaction des ressources naturelles (pétrole, gaz, minerais, dans une moindre mesure uranium et charbon) introduisent des tendances structurelles à la recherche de la durabilité.
Les États ont la responsabilité d'intégrer ces paramètres dans les politiques publiques. Les entreprises accordent plus ou moins d'importance à la prise en compte de ces enjeux.
Des résistances peuvent ainsi se manifester par rapport aux solutions préconisées. On dira "c'est une mode" pour éviter d'aborder des problèmes trop complexes, ce qui n'est qu'une manifestation d'un biais cognitif chez celui-ci qui emploie le mot de "mode", ou bien on évitera de regarder ce qui se passe à l'extérieur de son continent.
On peut ainsi affirmer que ces contraintes induisent une évolution vers une économie de l'immatériel, même si l'on ne sait pas encore ce que ce terme recouvre exactement.

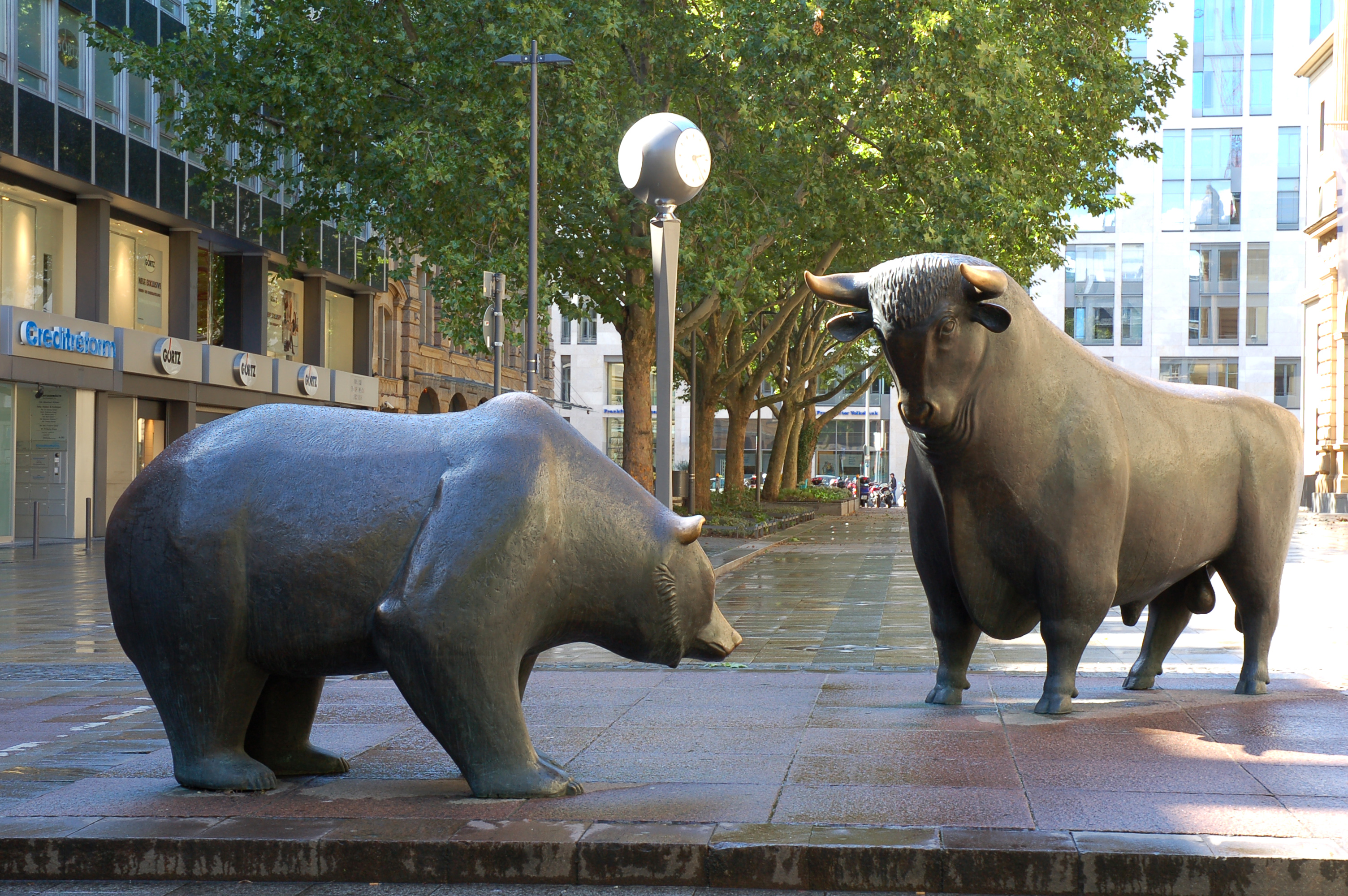
L'ours attaque avec sa patte de haut en bas (tendance baissière) alors que le taureau attaque avec ses cornes de bas en haut (tendance haussière).

## Marché haussier
Le marché haussier est une bourse dont les cours semblent orientés durablement à la hausse, à la suite de leur évolution constatée depuis un temps suffisamment long (quelques semaines, mois ou années). Les financiers anglo-saxons parlent alors d'un bull market (marché du taureau). Cette situation traduit l'optimisme, fondé ou non, des opérateurs qui estiment que le marché recèle plus d'opportunités de plus value que de risques de moins value.

## Marché baissier
Un marché baissier est une bourse dont les cours « semblent » orientés durablement à la baisse, à la suite de leur évolution constatée depuis un temps suffisamment long (quelques semaines, mois ou années). Les financiers anglo-saxons parlent alors d'un bear market (marché de l'ours). Cette situation peut être vue comme une conséquence du pessimisme, fondé ou non, des opérateurs. Ils estiment que les entreprises cotées présentent plus de risques de moins value que d'opportunités de gain, et de ce fait acceptent de vendre à un prix plus bas (ou, pour ceux agissant en contrepartie, n'acceptent d'acheter qu'à un prix plus bas).